# Renault Type EG
Der Renault Type EG war ein Artillerieschlepper, der hauptsächlich im Ersten Weltkrieg von der Französischen Armee zum Transport schwerer Geschütze genutzt wurde.

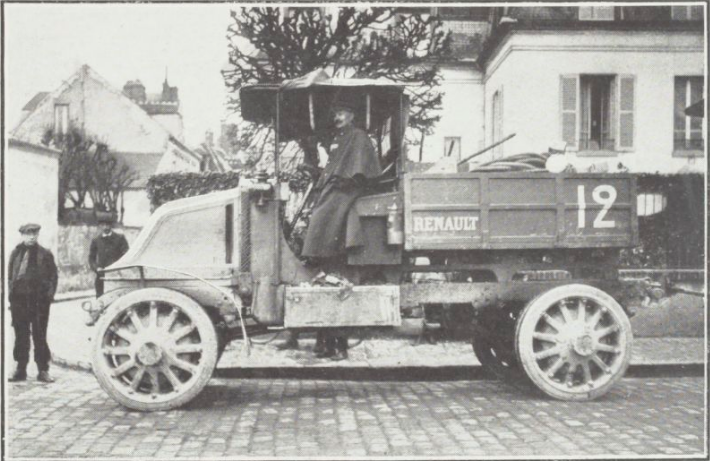
Renault EG, Erprobungsfahrzeug Nummer 12 im April 1914

## Geschichte
Die französische Armee forderte 1911 ein Zugfahrzeug, das zum Ziehen schwerster Lasten, insbesondere diverser Artilleriestücke, in der Lage sein sollte. Der Artillerieschlepper sollte Vierradantrieb, Vierradbremsen und Vierradlenkung sowie einen möglichst leistungsfähigen Motor haben. Die Erfüllung der Erwartungen bedeutete seinerzeit mehr oder weniger technisches Neuland. Zunächst entwarf Panhard ab 1912 verschiedene Modelle des Panhard Chatillon Tractor, darunter den Typ K11. Das Unternehmen Latil versuchte sich ebenfalls auf diesem Gebiet und entwickelte die allradgetriebene Zugmaschine Typ TH, welcher 1915 das Modell Latil TAR folgte. Auch Renault wollte bei diesen Entwicklungen nicht außen vor bleiben und stellte im Juli 1914 sein Modell Renault EG vor.
Unmittelbar nach Ausbruch des Ersten Weltkrieges am 2. August 1914 bestellte die französische Armee 20 Stück Renault EG, im Dezember 1914 weitere 20 Stück, und nochmals 40 Stück im Februar 1915. Im Kriegsverlauf folgten weitere Bestellungen. Die ersten Renault EG wurden im April 1915 geliefert und kamen im August 1915 an die Front. Während des Krieges steigerte sich die Produktion jährlich: Nach den ersten im Juli 1914 abgelieferten Modellen fertigte Renault 109 Stück im Jahr 1915. Es waren 185 Stück im Jahr 1916, weitere 329 Stück im Jahr 1917 und 353 Stück bis zum Waffenstillstand am 11. November 1918. Nochmals 154 Stück kamen danach bis ins Jahr 1919, insgesamt also 1132 Stück. In Summe 233 Renault EG wurden ab Ende 1917 an die USA zur Ausrüstung der American Expeditionary Forces geliefert. Am 11. November 1918 waren von den bis dahin gebauten und nicht an die USA gelieferten 745 Stück noch 707 (oder knapp 95 %) in der französischen Armee vorhanden.
Nach Kriegsende wurden die meisten Renault EG eingemottet. Im Oktober 1939, also nach Beginn des Zweiten Weltkrieges, waren in den Depots noch 635 Renault EG vorhanden, mit denen man erneut schwere Artillerie-Batterien motorisierte. Die Fahrzeuge waren bereits veraltet und man hoffte, sie bald durch neues Gerät ersetzen zu können. Soweit diese Fahrzeuge im Mai/Juni 1940 noch im Dienst standen, gingen viele in den Kampfhandlungen verloren, der Rest wurde anschließend verschrottet. In den Dienst der deutschen Wehrmacht wurden die mittlerweile über 20 Jahre alten Fahrzeuge nicht als Beutefahrzeuge übernommen.
Nur wenige Renault EG sind erhalten geblieben. Eines davon ist im Conservatoire der Fondation Marius Berliet in Le Montellier zu besichtigen. Ein weiteres Fahrzeug wurde restauriert und wird gelegentlich in fahrbereitem Zustand bei öffentlichen Veranstaltungen gezeigt.

## Technik

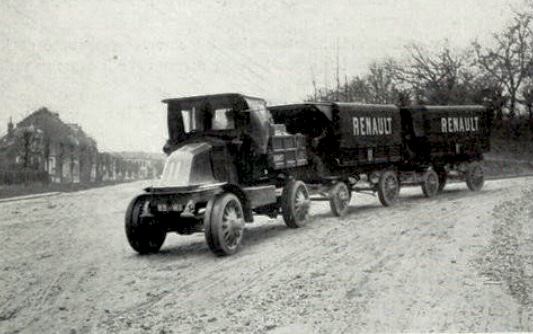
Renault EG, Erprobungsfahrzeug Nummer 11

Das Fahrzeug hatte – wie alle Renault der damaligen Zeit – den Kühler hinter dem Motor. Die nach vorn schräg abfallende Motorhaube gab ihm ein für Renault typisches Aussehen, das scherzhaft auch als „Kohlenschaufel-Design“ bezeichnet wurde. Wie der Dernburg-Wagen von 1907 hatte der Renault EG Allradantrieb in Verbindung mit Allradlenkung, was teilweise auch mit der Formel „4×4×4“ zum Ausdruck gebracht wurde. Der Renault EG zählt mit dem Daimer-Krupp KD 1 zu den frühen Artilleriezugmaschinen mit Vierradantrieb. Der Typ EG hatte – für die damalige Zeit noch ungewöhnlich – Vierradbremsen, um auch bei Bergabfahrt große Lasten beherrschen zu können. Die zuschaltbare Vierradlenkung verringerte den Wendekreis. Der Motor (vier Zylinder, Bohrung × Hub 130 × 160 mm, Hubraum 8495 cm³) leistete bis zu 45 PS bei 1400/min, was in der damaligen Zeit ungefähr die Höchstleistung für einen dauerhaft haltbaren Motor war. Laut einer anderen Quelle hatte der Motor einen Hubraum von 11320 cm³  mit einer Bohrung von 150 mm und einem Hub von 160 mm. Das Getriebe hatte vier Vorwärtsgänge. Die erzielbaren Geschwindigkeiten in den einzelnen Gängen betrugen bei 1000/min (entsprechend 35 PS) wie folgt: 1. Gang 3,5 km/h, 2. Gang 6 km/h, 3. Gang 9 km/h, 4. Gang 15 km/h. Der Radstand betrug 3,60 m, die Spurweite 1,50 m. Die doppelten Stahlgussräder hatten Vollgummireifen der Größe 1150×130, die mit Zwillingsbereifung genutzt wurden. Die Felgen hatten Haken, an denen bei Bedarf Ketten zur Traktionsverbesserung montiert werden konnten. Das Fahrzeug wog leer 5,35 Tonnen, hatte eine Nutzlast von 3 Tonnen, es konnte bis zu 13 Tonnen ziehen. Am Heck des Fahrzeuges war eine Seilwinde mit Umlenkrollen und eine Spindel für das Seil angebracht. Ein Erdsporn an der Hinterachse konnte als Sicherung beim Windenbetrieb genutzt werden.
1925 wurde ein Renault EG probehalber mit einem neuen Motor (vier Zylinder, Bohrung × Hub 125 × 160 mm, Hubraum 7854 cm³, 57 PS) versehen. Die Leistungssteigerung war jedoch unbedeutend, sodass man von einem Umbau der übrigen Fahrzeuge absah.
Plane und Spriegel der Fahrzeuge wurden in der Bauzeit weiter entwickelt. Die frühen Dächer der Fahrersitze waren rechteckig und an die Plane der Ladefläche angesetzt. Bei späteren Fahrzeugen waren die Dachplanen durchgehend und im Bereich der Fahrersitze leicht nach unten abgeschrägt/geneigt. Von Anfang an konnte ein seitlicher Wetterschutz für die Fahrer herab gelassen werden. Für den Zugbetrieb sollte zur Traktionsverbesserung auf der Pritsche beim Typ EG eine Last von 3 Tonnen geladen sein. Für den Typ FB war eine Zusatzlast von 2 Tonnen vorgesehen.

## Renault Type FB
1915 erschien eine Variante des Renault Type EG – quasi als kleiner Bruder: Der Renault Type FB. Er hatte eine weitgehend gleiche technische Ausstattung: Vierradantrieb, Vierradlenkung, Vierradbremsen (4×4×4). Im Unterschied zum Type EG hatte er einen kleineren Motor (vier Zylinder, Bohrung × Hub 100 × 160 mm, Hubraum 5027 cm³), die Nutzlast betrug nur zwei Tonnen. Von diesem Fahrzeug entstanden 1916 bis 1918 zusammen 50 Stück (1 im Jahr 1916, 43 im Jahr 1917, 6 im Jahr 1918). Man gab die Produktion dieser Variante zugunsten eines höheren Ausstoßes von Renault EG wieder auf. Zeitgleich wurde ab 1915 der Panhard K13 als Achttonner-Zugmaschine gebaut, und offenbar wollte sich die französische Armee zum Ziehen leichterer Geschütze auf das Modell von Panhard konzentrieren.

## Einsatz

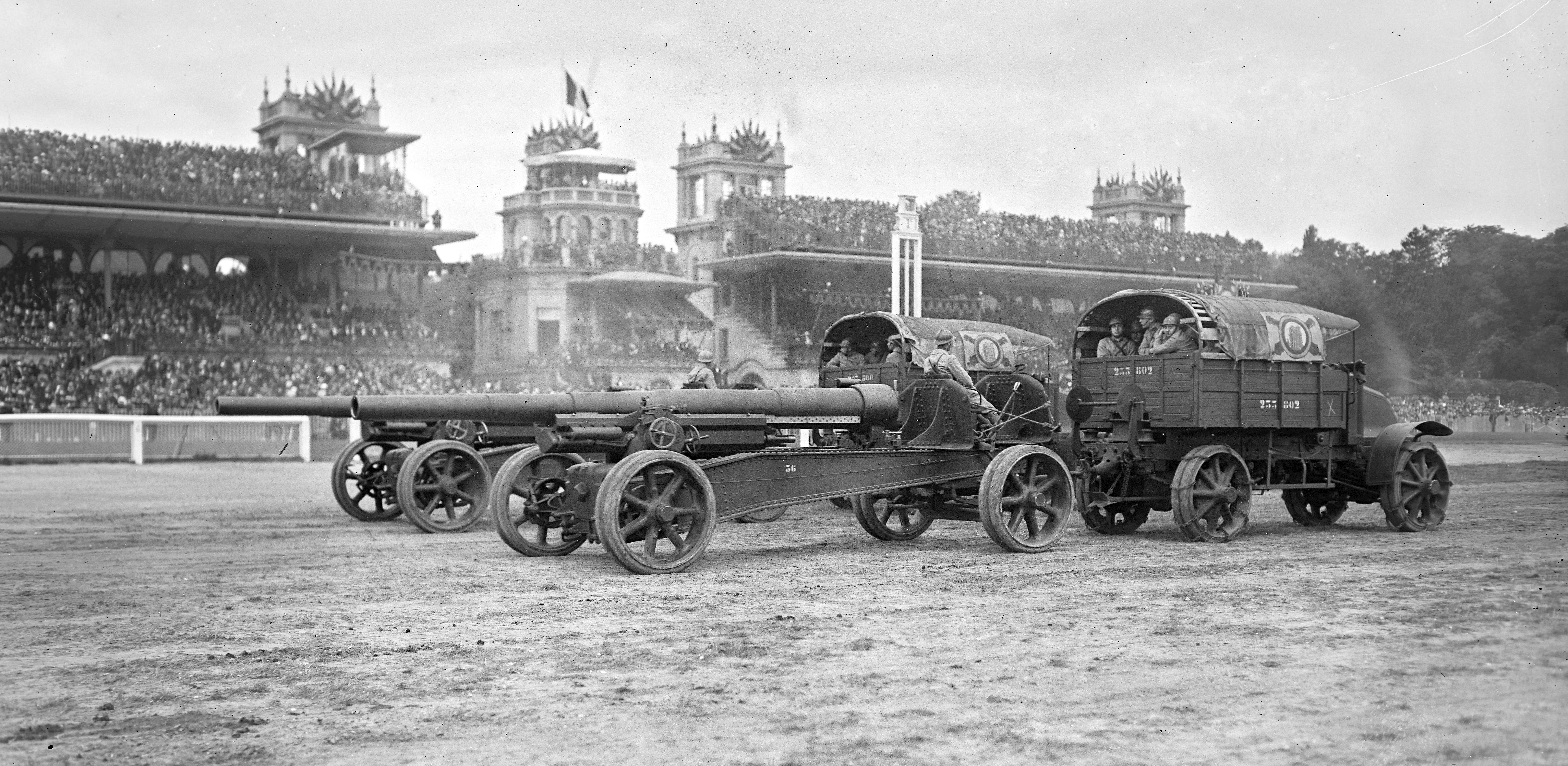
Renault EG, Vorführung als Zugmaschine mit angehängter Canon de 155 mm GPF bei der Parade anlässlich des Nationalfeiertages am 14. Juli 1922

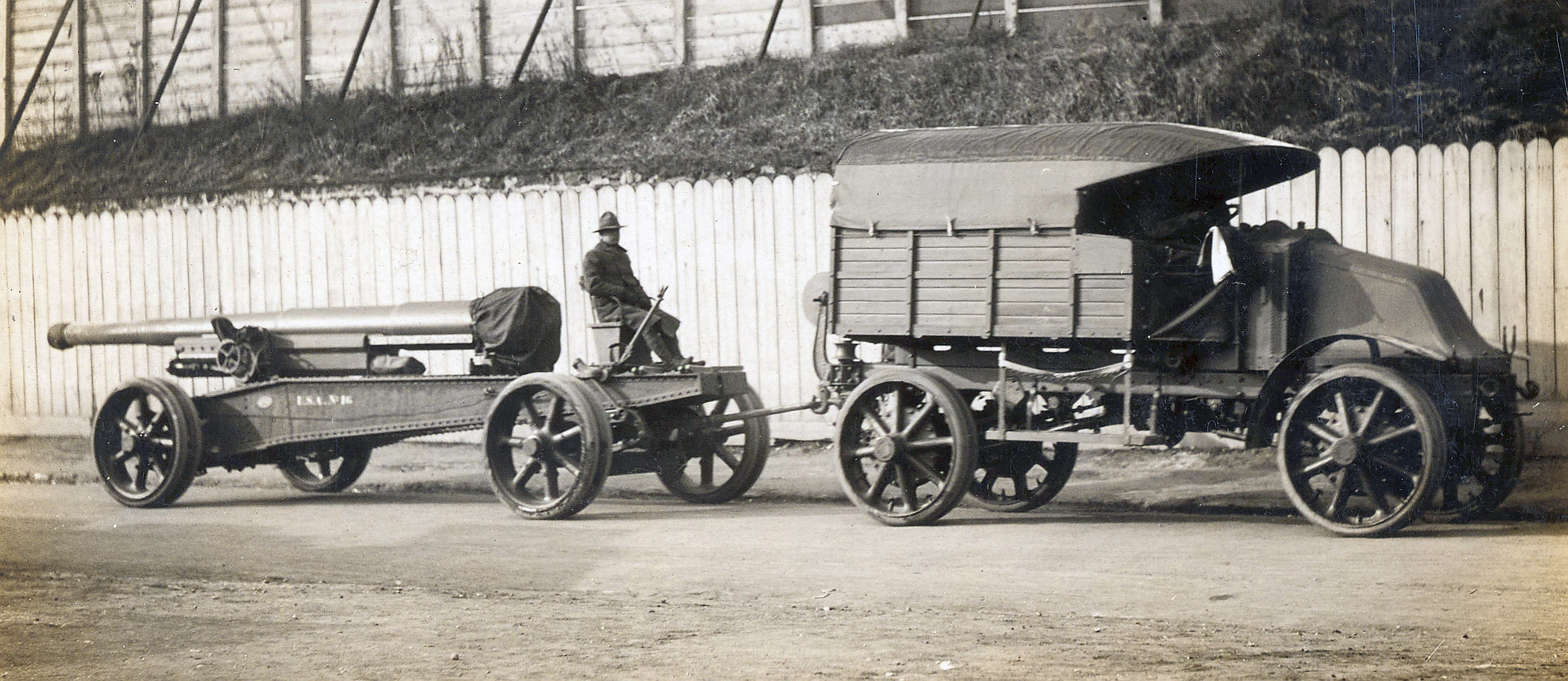
Renault EG, spätes Baulos mit durchgehendem Planenverdeck und Canon de 155 mm GPF

Die ersten an die französische Armee gelieferten Renault EG wurden zum Ziehen des 220-mm-Mörsers  1880–1891  und dessen Nachfolgers, des 220-mm-Mörsers 1901 verwendet. Dieses Geschütz hatte bislang in vier Lasten (Bettungswagen 4215 kg, Lafettenwagen 4075 kg, Rohrwagen 3300 kg, Zubehörwagen 2360 kg) im sechs- bis achtspännigen Pferdezug bewegt werden müssen. Der Renault EG konnte alleine zwei dieser Lasten ziehen, man benötigte also pro Geschütz zwei Renault EG, für eine Batterie zu vier Geschützen also 9 Zugmaschinen (je 2 für die 4 Geschütze, +1 als Reserve).
Es folgte der Zug des 270-mm-Mörsers 1885, der in drei Lasten zu je 11 Tonnen zerlegt, von drei Renault EG gezogen werden konnte. Ab 1916 folgten die 145-mm-Kanone 16 mit 13,3 Tonnen in Fahrstellung.  und 1917 die Canon de 155 mm GPF mit 13 Tonnen Gewicht in Fahrstellung., die vom Renault EG jeweils in einer Last gefahren werden konnten.
Der Renault EG erschien etwa gleichzeitig mit dem Latil TAR. Beide Modelle wurden während des ganzen Krieges gebaut. Diese Zugmaschinen lösten 1915 die Produktions des Vorgängfahrzeuges Panhard Chatillon Tractor K11 und folgten diesem im Einsatz bei der Truppe. Die neuen Zugmaschinen hatten Vierradantrieb und -lenkung sowie -bremsen und etwa die gleiche Leistung, allerdings galt der Latil TAR bei der Truppe als das brauchbarere Fahrzeug. Vermutlich lag dies an konstruktiven Erfahrungen. Latil hatte bereits seit 1912 mit vierradangetriebenen schwersten Zugmaschinen experimentiert. So konnte eine längere Friedenszeit genutzt werden um Mängel und Kinderkrankheiten zu beseitigen.